# Ueda Jin
Jin Ueda (上田 仁, Ueda Jin) est un pongiste japonais, né le 10 décembre 1991 à Maizuru. Son meilleur classement mondial ITTF en simples est 28e, en septembre 2017. En novembre 2017, il est 34e mondial.
Cependant, Jin Ueda est un excellent joueur en doubles. En octobre 2017, il est classé cinquième mondial en doubles avec son partenaire Maharu Yoshimura, et 24e mondial avec Koki Niwa.
Enfin, lors du Pro-Tour ITTF 2017, il est, en double avec Maharu Yoshimura, numéro 1 mondial dans la sélection pour la Grande Finale du Pro-Tour ITTF.

## Biographie
Né dans la préfecture de Kyoto, au Japon, le 10 décembre 1991, Jin Ueda est le plus jeune de quatre frères et sœurs. C'est grâce à l'influence de cette fratrie qu'il débuta le tennis de table. Sa passion est la musique.
En 2010, il est diplômé du lycée Yamada Naka à Aomori, après y être entré du premier coup. Dans ce lycée, il a pratiqué le tennis de table au sein du club Ichijo. Il remporte en 2004 avec ce club la troisième place en cadets de moins de treize ans le Championnat Japonais Départemental. L'année suivante, en 2004, dans la catégorie mois de 14 ans, il atteint la deuxième place. Toujours au lycée, il a remporté successivement la division du Championnat National Japonais Junior de 2007 et 2008, il a remporté la troisième place en 2008 en général.
En 2010, il entre à l'université d'Aomori, où il est diplômé en 2014. Il a alors été sélectionné lors des Sélections Japonaises 2010, et a remporté le Championnat Étudiant pan-japonais 2012.
Sa sœur Ueda Moe est également une joueuse de tennis de table appartenant à Hitachi Kasei et a remporté trois titres, en simple, en double et par équipes au Championnat du monde des Sourds 2012.
Jin Ueda est surnommé Top D. Il se marie en 2017.
En 2017, il est dans l'équipe Kyowa Hakko Kirin, et est affiliée au département de ressources humaines.
Il mesure 171 cm et son poids de forme est de 70 kg. Les fans l'ont surnommé Sourire Rafraîchisant.

## Style de jeu
Jin Ueda est droitier et utilise la prise de raquette classique. et utilise les deux face de la raquette. Les revêtements utilisés sont pour le coup droit un Butterfly Tenergy 05, et pour le revers, également un revêtement Tenergy 05. La raquette est une InnerForce ZLC,.
Jin Ueda est un joueur rapide, gagnant beaucoup de points en un seul renvoi. Ses points forts sont en effet la réception de service et la contre-attaque. Il est ainsi un partenaire prisé pour les doubles.

## Classement
Jin Ueda est entré au classement mondial en juillet 2006. Il atteint le top 100 en mai 2014 pour la première fois.
En juin 2017 lors de l'Open du Japon, alors numéro 80 au classement mondial, il bat le dixième mondial Chuang Chih-Yuan, ce qui le fait avancer de 35 places. Participant à plusieurs finales en doubles lors des Opens de République Tchèque, de Chine, de Thaïlande ou d'Autriche, il atteint son meilleur classement en septembre 2017 : 28e mondial.

## Palmarès

### 2008
- Safir International, Orebro (Suède) finaliste en simple et en double avec Nomura Taiyo en moins de 18 ans.

### 2009
- Open d'Australie : Vainqueur en double avec Fujimoto Kaito
- Open d'Australie : Vainqueur en simples
- Finale du Circuit Junior ITTF : Vainqueur en simples

### 2010
- Sélection des Étudiants pan-Japonais : Vainqueur

### 2011
- Open d'Autriche : finaliste en simples −21 ans

### 2012
- Open du Japon : finaliste en simples −21 ans
- Open de Corée : finaliste en simples −21 ans

### 2013
- Open du Japon : vainqueur en doubles avec Yoshimura Maharu
- Championnat pan-japonais : 3e place en simple

### 2014
- Open des États-Unis : finaliste en simples
- Open de République tchèque : finaliste en double avec Yoshimura Maharu

### 2015
- 24e Rencontre Annuelle de la Grande Ligue du Tennis de table Japonais : finaliste
- 49e Championnat des travailleurs Japonais : Vainqueur en simples et en double

### 2016
- 50e Championnat des travailleurs Japonais : Vainqueur en simples et en double
- 21e Top 12 de tennis de table Japonais : vainqueur

### 2017
- Open de Thaïlande : Vainqueur en simple et en doubles avec Kenji Matsudaira
- 40e coupe des Citoyens du Japon : finaliste en simple / champion en double
- Open de Chine : vainqueur en double avec Yoshimura Maharu
- Open d'Australie : 3e place en double avec Yoshimura Maharu
- Open de Bulgarie : Vainqueur en doubles avec Yoshimura Maharu
- Open de République Tchèque : finaliste en doubles avec Yoshimura Maharu
- Open d'Autriche : vainqueur en doubles avec Koki Niwa
- 51e Championnat des travailleurs Japonais : Vainqueur